# 社宮司温泉
社宮司温泉（しゃぐうじおんせん）とは、三重県津市にある温泉（鉱泉）である。2025年2月現在、他地域への給湯のみ扱っている。

## 概要
開湯時期などは不明。かつて温泉旅館があったが閉業し、現在はおもに鳥羽温泉郷へタンクローリーによる配湯に使用されている。

## 泉質
無色透明・無臭のアルカリ性ナトリウムー炭酸水素塩冷鉱泉。神経痛・筋肉痛・冷え性・切傷・やけどなどに効能があるほか保温効果が高い。

## 利用施設
すべて鳥羽温泉郷にある。情報は鳥羽温泉郷 ～ 社宮司温泉の湯による。
- 懐古ロマンの宿 季さら
- 季さら別邸　刻（TOKI）
- 味覚の宿 幸洋荘
- 花の小宿 重兵衛
- 龍宮料理の宿　伝洋
- 旬彩の湯宿　冨久家
- なか川[注 2]
- 味の宿 花椿
- リゾートヒルズ豊浜蒼空の風

### 注
1. ↑  航空写真を参照すると、1988年ごろには旅館らしき建物が確認できる。1999年には廃業したとの資料もあるが、建物は一部今も残る。
2. ↑  2025年現在公式サイトアクセス不可。